# 对对碰
《对对碰》，新传媒电视（新加坡）私人有限公司制作的时装家庭喜剧，由 姚玟隆、陈汉玮、钟琴、郑各评、郭舒贤、金银姬、朱厚任、陈慧慧、陈泰铭、陈罗密欧、李美玲、潘玲玲、洪慧芳、冯伟衷、包勋评、徐彬、高慧珊、胡菱恩、芳榕、陈天文、杨伟烈领衔主演。此剧为新传媒49周年台庆剧，亦是2012年收视率第二的电视剧。

## 播出时间

### 首播
| 频道        | 所在地 | 播放日期      | 首播時间                 |
| ----------- | ------ | ------------- | ------------------------ |
| 新传媒8頻道 | 新加坡 | 2012年11月6日 | 星期一至五 21:00 - 22:00 |

## 故事概要
这是一部生活在组屋区，中、下层新加坡人的故事。有你我熟悉的人物，你我所关心的话题，你我都能共鸣的故事，你我都想吐的心声。取自生活，贴近生活，原汁原味的新加坡人的故事。 　

## 演员阵容

### 郝家
| 演员   | 角色   | 介绍 |
| 金银姬 | 林金枝 | 郝有财、郝有福之母 罗娜之家婆 郝美英、郝志杰、郝美珊之奶奶 |
| 姚玟隆 | 郝有财 | 郝記魚丸老闆 林金枝之长子 罗娜之丈夫 郝有福之哥 郝美英、郝志杰、郝美珊之父 牛无银之师兄并与其不和，後和好 名字同音好有财                                              |
| 钟琴   | 罗娜   | 罗金泉、罗妈之女 郝有财之妻 林金枝之媳妇 郝美英、郝志杰、郝美珊之母 牛无银之冤家并与其不和 方伟杰之好友                                                               |
| 郑各评 | 郝有福 | 阿炮 林金枝之次子 郝有财之弟 罗娜之二叔 郝美英、郝志杰、郝美珊之叔叔 Vivian之上司，后为其男友 张玲之好友并暗恋其 张扬、小刚之上司 大头青之好友，后反目 名字同音好有福 |
| 高慧珊 | 郝美英 | 郝有财、罗娜之长女 林金枝之孙女 郝有福之侄女 牛少威之好友 |
| 冯伟衷 | 郝志杰 | 郝有财、罗娜之长子 林金枝之孙子 郝有福之侄子 陈雪丽之好友，后为其男友                                                                                                 |
| 胡菱恩 | 郝美珊 | 郝有财、罗娜之次女 林金枝之孙女 郝有福之侄女 |

### 牛家
| 演员   | 角色        | 介绍 |
| 朱厚任 | 牛老爸      | 牛无银、牛无言、牛思思之父 张秀花之家翁 牛少威、牛欣惠之爷爷                                                                 |
| 陈汉玮 | 牛无银      | 牛記魚丸老闆 牛老爸之长子 牛无言、牛思思之哥 张秀花之夫 牛少威、牛欣惠之父 郝有财之师弟并与其不和，後和好 罗娜之死敵，後和好 |
| 陈慧慧 | 张秀花      | 牛无银之妻 牛老爸之媳妇 牛无言、牛思思之大嫂 牛少威、牛欣惠之母                                                              |
| 吴开深 | 牛无言      | 牛老爸之次子 牛无银之弟 牛思思之哥                                                                                           |
| 温淑安 | 牛思思      | 牛老爸之女 牛无银、牛无言之妹                                                                                                |
| 包勋评 | 牛少威(B牛) | 阿B、B啊、Bernard 房地產代理人 牛无银、张秀花之子                                                                            |
| 符芳榕 | 牛欣惠      | 牛无银、张秀花之女 |

### 张家
| 演员   | 角色 | 介绍                     |
| 潘玲玲 | 张玲 | 玲姨 张扬之姐姐 徐洁之母 |
| 陈泰铭 | 张扬 | 张玲之弟弟 徐洁之舅舅    |
| 李美玲 | 徐洁 | 张玲之女 张扬之外甥女    |

## 轶事
- 徐彬原設定飾演「郝志杰」，後改飾演「Tony」，「郝志杰」一角就改由冯伟衷飾演。
- 冯伟衷原設定飾演「牛少威」，後改飾演「郝志杰」，「牛少威」一角就改由包勋评飾演。
- 包勋评原設定飾演「Tony」，後改飾演「牛少威」，「Tony」一角就改由徐彬飾演。

## 电视节目的变迁
| 新加坡 新传媒8频道 星期一至五 21:00 - 22:00 | 新加坡 新传媒8频道 星期一至五 21:00 - 22:00 | 新加坡 新传媒8频道 星期一至五 21:00 - 22:00 |
| ------------------------------------------- | ------------------------------------------- | ------------------------------------------- |
|                                             | 对对碰 （2012.11.26 - 2012.12.21）          |                                             |
| 千方百计 （2012.10.09 - 2012.11.05）        | X元素 （2012.12.24 - 2013.01.18）           |                                             |

## 注明
1. ↑  .   [2018-10-14]. （原始内容存档于2018-10-14）.